# Hamarøy
Hamarøy – norweskie miasto i gmina leżąca w regionie Nordland.
Hamarøy jest 101. norweską gminą pod względem powierzchni.

## Demografia
Według danych z roku 2005 gminę zamieszkuje 1836 osób. Gęstość zaludnienia wynosi 1,77 os./km². Pod względem zaludnienia Hamarøy zajmuje 343. miejsce wśród norweskich gmin.
| ludność stan na 1 stycznia 2005 |         |           |       |
|                                 | kobiety | mężczyźni | razem |
| osób                            | 927     | 909       | 1836  |
| %                               | 50,49%  | 49,51%    | 100%  |

| wykształcenie stan na 1 października 2004 |        |         |        |        |
|                                           | podst. | średnie | wyższe | niezn. |
| osób                                      | 413    | 831     | 260    | 31     |
| %                                         | 26,91% | 54,14%  | 16,94% | 2,02%  |

## Edukacja
Według danych z 1 października 2004:
- liczba szkół podstawowych (norw. grunnskolar): 4
- liczba uczniów szkół podst.: 227

## Władze gminy
Według danych na rok 2011 administratorem gminy (norw. rådmann) jest Elin Eidsvik, natomiast burmistrzem (norw. ordfører, d. borgermester) jest Rolf Steffensen należący do Norweskiej Partii Pracy.